# إسحاق عبد الرزاق
اسحاق عبد الرزاق (مواليد 5 مايو 2002) هو لاعب كرة قدم نيجيري يلعب في مركز خط الوسط في نادي رويال أندرلخت.

## روابط خارجية
- اسحاق عبد الرزاق على موقع الاتحاد الأوربي (الإنجليزية)
- اسحاق عبد الرزاق على موقع اتحاد السويد (السويدية)
- اسحاق عبد الرزاق على موقع قاعدة بيانات كرة القدم.إي يو (الإنجليزية)
- اسحاق عبد الرزاق على موقع Soccerway.com (الإنجليزية)
- اسحاق عبد الرزاق على موقع عالم كرة القدم.نت (الإنجليزية)